# Type 92 (metralhadora)
A metralhadora pesada Type 92 (em japonês:  九二式重機関銃, transl. Kyūni-shiki jū-kikanjū) foi uma metralhadora pesada japonesa, relacionada à série de metralhadoras Hotchkiss. Entrou em serviço em 1932 e foi a metralhadora pesada japonesa padrão usada durante a Segunda Guerra Mundial. A Type 92 era semelhante em projeto à metralhadora pesada Tipo 3 anterior, mas com câmara para disparar o cartucho aprimorado de aro ou semi-aro 7,7 mm. Conhecido pela sua confiabilidade, foi usado após a guerra por várias forças no Leste Asiático. Projetada por Kijiro Nambu e feita pela Hino Motors e Hitachi, sua produção total foi de cerca de 45 mil armas. A Type 92 refere-se ao ano imperial japonês 2592 – 1932 no calendário gregoriano – em que a arma entrou em serviço.

## Projeto
A Type 92 era essencialmente uma versão ampliada da metralhadora pesada Type 3, com seu calibre aumentado para 7,7 mm e, como a Type 3, era refrigerada a ar, alimentada por tira de munição e baseada na Hotchkiss M1914. Ele poderia usar cartuchos Shiki de 7,7x58mm sem aro e de semiaro. Um cartucho 7,7mm Arisaka poderia ser usado se necessário ou se outros suprimentos de munição diminuíssem. Os tiros disparados da arma saíam a cerca de 730 m/s e a cadência de tiro era de cerca de 450 tiros por minuto. Às vezes era usada como arma antiaérea leve durante a Guerra do Pacífico. Foi apelidada de "pica-pau" pelos soldados aliados ocidentais por causa do som característico que emitia quando disparado devido à sua cadência de tiro relativamente baixa, e de "pescoço de galinha" (em chinês:  雞脖子) pelos soldados chineses devido à sua aparência. A Type 92 tinha alcance máximo de 4.500 metros, mas alcance prático de 800 metros.
A arma deveria ser disparada em um tripé com uma equipe de três homens. O tripé foi projetado com varas de transporte removíveis, para que a arma pudesse ser transportada totalmente montada para uma implantação mais rápida.
Uma característica incomum desta arma era a colocação de sua mira de ferro – ligeiramente inclinada para a direita em vez de para o centro. Uma série de miras diferentes foram produzidas para a arma, as miras periscópicas Type 93 e Type 94, bem como a mira telescópica Type 96. Uma mira antiaérea tipo anel também foi produzida.
Os principais problemas com esta arma incluíam as tiras de munição curtas, que não permitiam um volume de tiro tão alto quanto uma arma alimentada por fita, e o lubrificador, que permitia uma melhor extração em condições limpas, mas poderia trazer sujeira para dentro da arma no campo. A arma possuia uma bomba de óleo interna que era acionada mecanicamente pelo ferrolho. A bomba de óleo distribuia uma pequena quantidade de óleo em uma escova, que lubrifica cada cartucho à medida que é alimentado na arma.

## História de combate
A Type 92 foi amplamente utilizada pelo Exército Imperial Japonês e pelas forças colaboracionistas chinesas. As armas capturadas também foram usadas pelas tropas do Exército Nacional Revolucionário Chinês contra os japoneses durante a Segunda Guerra Mundial, pelo Exército Popular da Coreia contra as forças da ONU durante a Guerra da Coreia, pelo Viet Minh contra as forças do CEFEO durante a Primeira Guerra da Indochina e pelo Exército Indonésio contra as forças holandesas durante a Revolução Nacional da Indonésia.

## Operadores
- República da China[8]
- República Popular da China[8]
- Indonésia[7]
- Império do Japão: Usada pelo IJA e várias forças colaboracionistas.[4]
- Coreia do Norte[9]
- Coreia do Sul: Usada pela polícia
- Manchukuo: destinada a substituir a metralhadora pesada Type 3, mas não fornecida em número suficiente[10]
- Filipinas[11][12]
- Taiwan[8]
- Viet Minh[13] e Viet Cong[14]

## Galeria

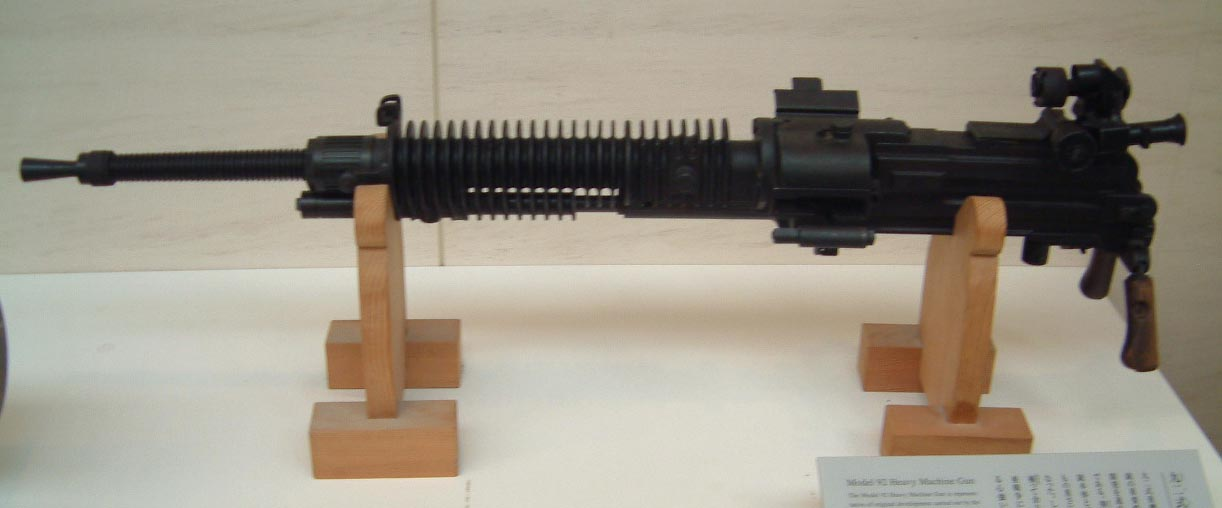
Metralhadora pesada Type 92 no Santuário Yasukuni em Tóquio.
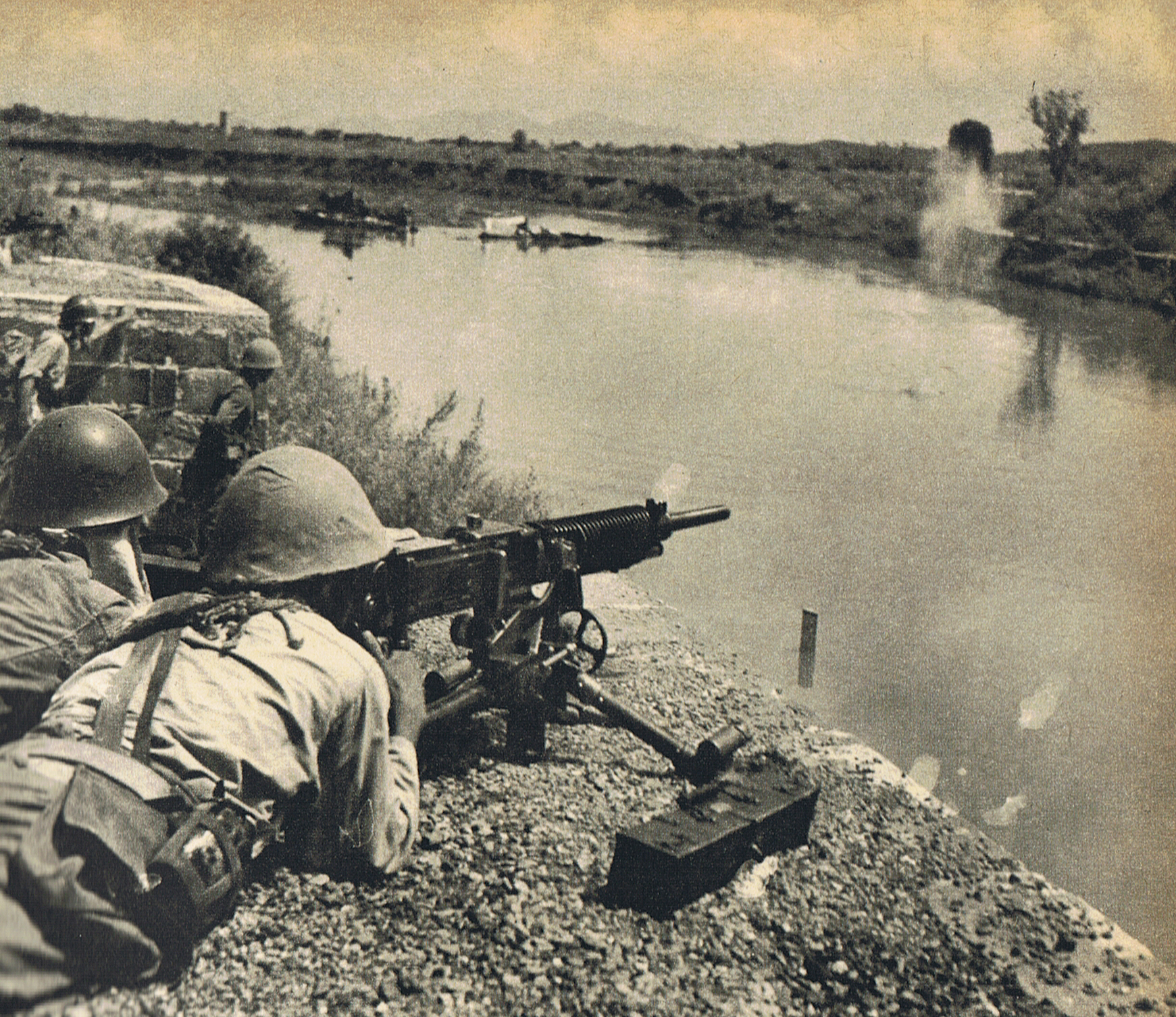
Em uso durante a Batalha de Changsha (1941).
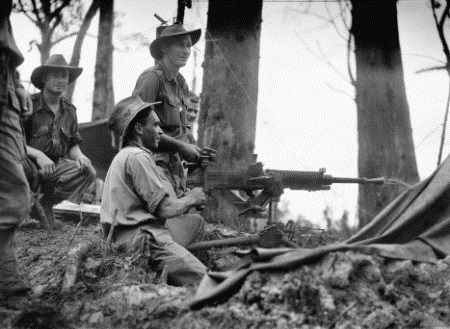
Soldados australianos usando uma metralhadora Type 92 capturada.
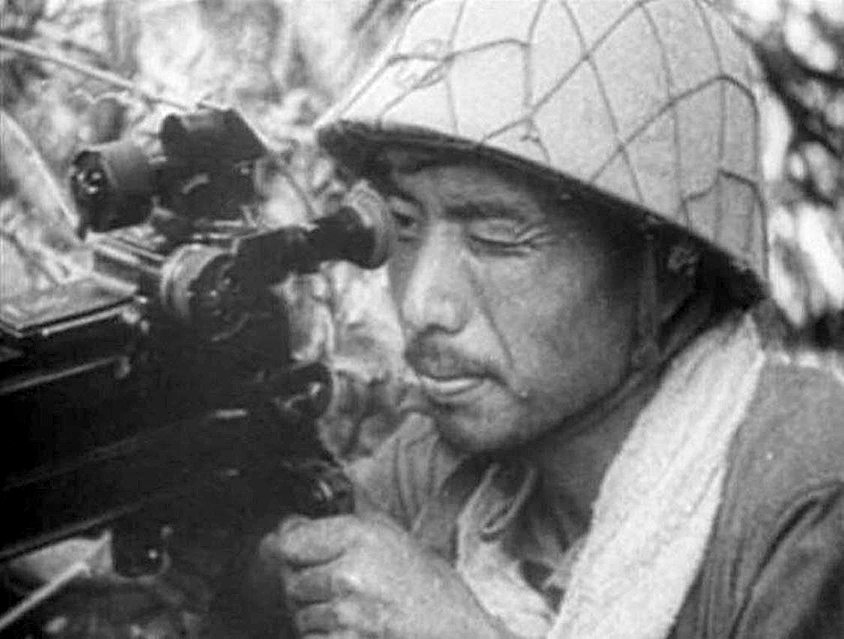
Um soldado japonês mirando em um alvo através da mira telescópica de sua metralhadora pesada Type 92 durante a Batalha de Guadalcanal em 1942.
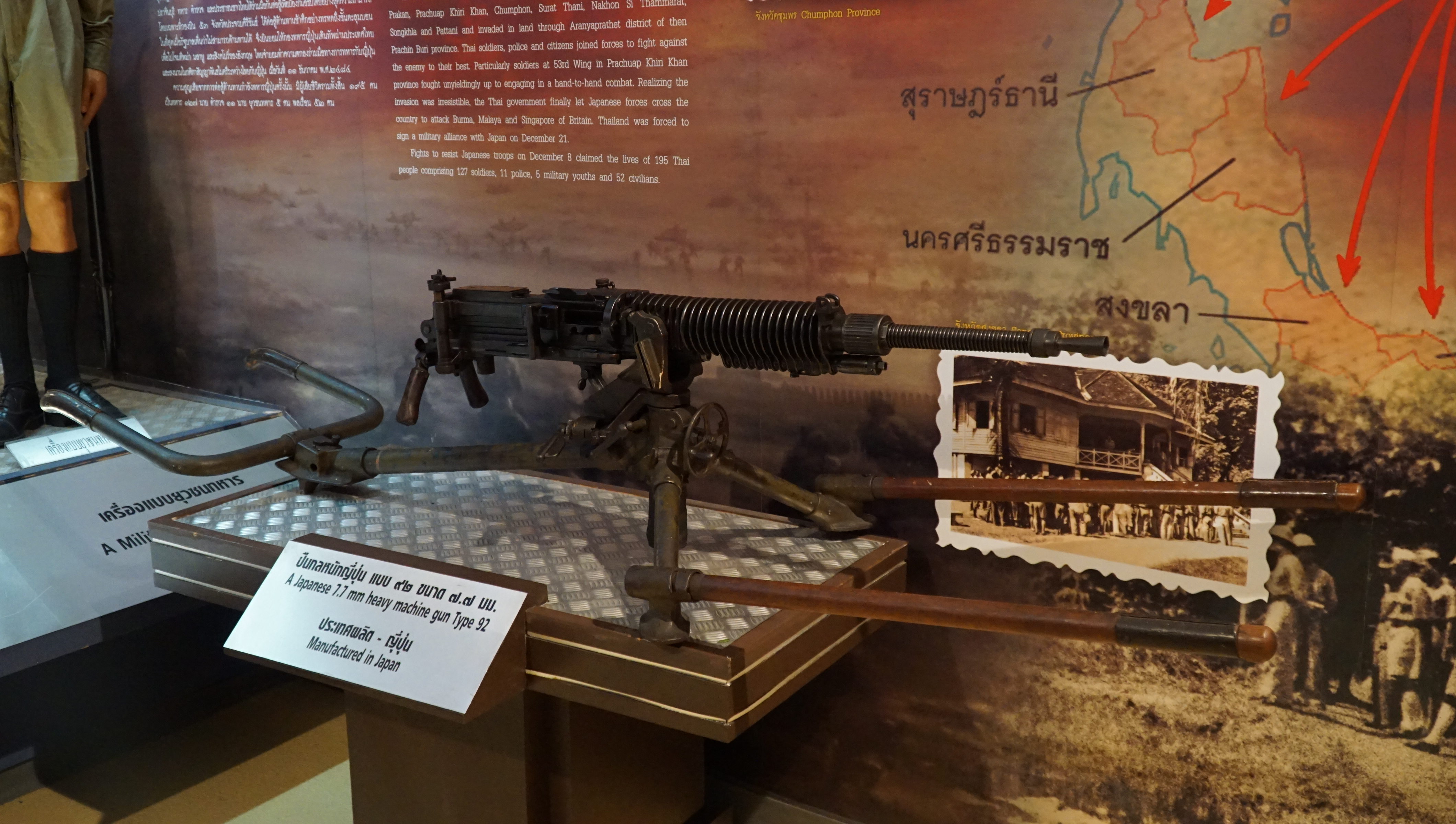
Metralhadora pesada Type 92 no Memorial Nacional em Bangkok.
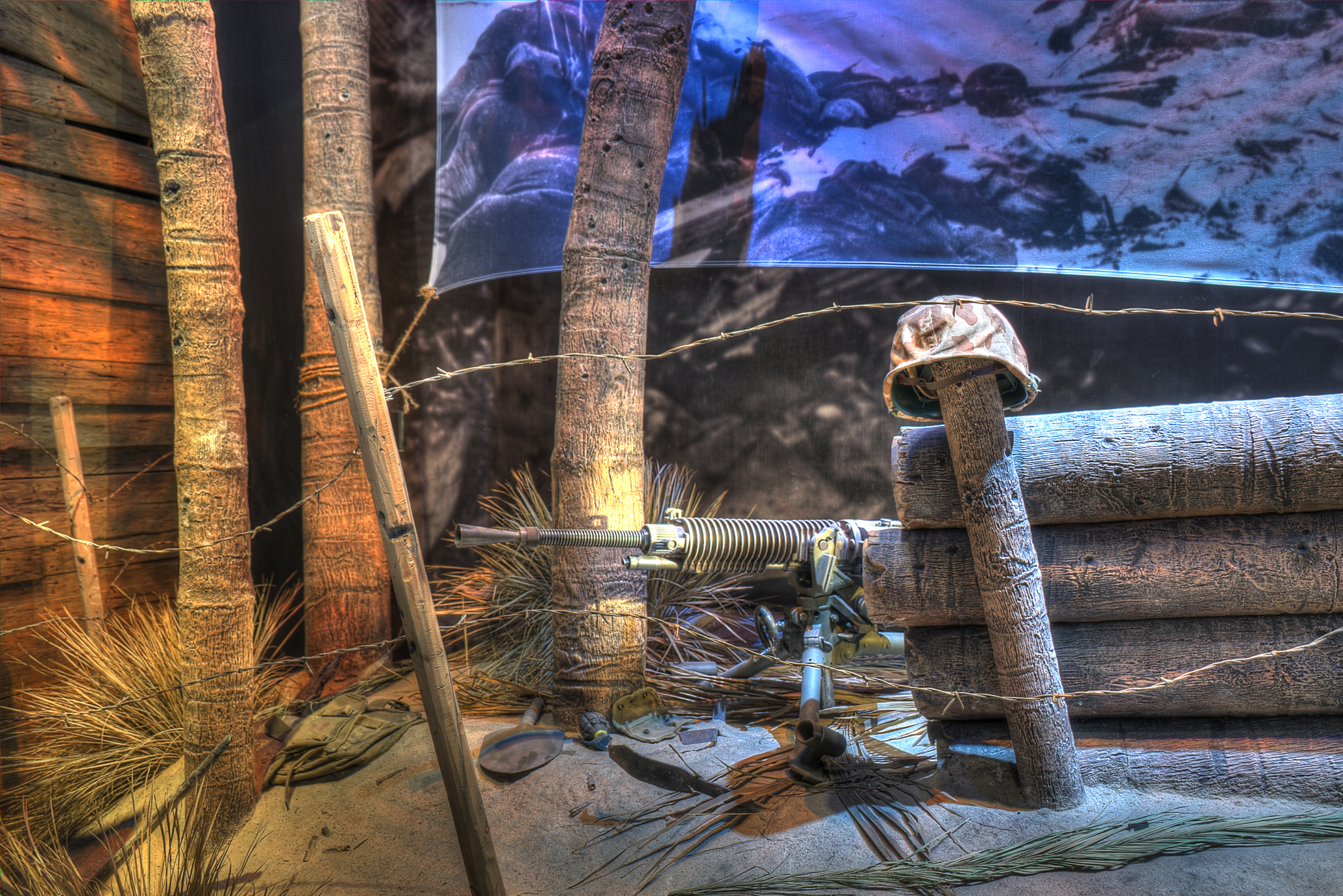
Metralhadora Type 92 em exibição no Museu Nacional da Segunda Guerra Mundial em Nova Orleans.